# 23 травня
23 травня — 143-й день року (144-й у високосні роки) в григоріанському календарі. До кінця року залишається 222 дні.
Цей день в історії: 

## Свята і пам'ятні дні

### Міжнародні
- ООН: Міжнародний день по викоріненню акушерських свищів. (резолюція A/RES/67/147 Генеральна Асамблея ООН).[1]
- Всесвітній день черепахи
- День щасливої монетки.

### Національні
- Україна: 
  - День морської піхоти України. Установлений у 2014 році. Відзначається з 2018; у 2014—2017 роках відзначався 16 листопада.
  - День Героїв або Свято Героїв — свято пам'яті борців за волю України.
- Німеччина:  День Конституції
- Таджикистан: День молоді.
- Ямайка: День праці.
- Азербайджан День працівників Міністерства екології та природних ресурсів і свято Сповіщення Баба[2]
- Грузія: День святого Апостола Симона Кананіта.
- Мексика: День студента.
- США:
  - День штату Південна Кароліна.
  - Національний день ірисок.

#### Християнство
Загальне:
- День Святого Леонтія Ростовського.
- День Святої Єфросинії Полоцької.

 Католицька церква:
- День Святого Іоанна Баптиста де Россі.

 Православна церква:
- Преподобного Михайла, сповідника, єпископа Синадського.
- Преподобномученика Михаїла, чорноризця.
- Знайдення мощей святителя Леонтія, єпископа Ростовського.
- Преподобної Єфросинії, ігумені Полоцької.

## Іменини
- Православні: Михайло, Леонтій, Єфросинія[3]
- Католицькі: Ян, Юліан, Михайло, Симеон, Емілія, Єфросинія

## Події
- 1430 — у битві при Комп'єні бургундці взяли в полон Жанну д'Арк, котру згодом вони продали англійцям.
- 1498 — Джироламо Савонарола спалений на вогнищі у Флоренції, Італія.
- 1533 — шлюб короля Генріха VIII з Катериною Арагонською визнано недійсним.
- 1536 — засновано Португальську інквізицію.
- 1592 — у Венеційській республіці Свята інквізиція арештувала італійського філософа Джордано Бруно, звинуваченого в єресі.
- 1666 — за рішенням Православного собору розстрижений і підданий церковному прокляттю протопоп Аввакум Петрович. Початок церковного розколу в Московському царстві.
- 1788 — Південна Кароліна ратифікувала Конституцію Сполучених Штатів як восьмий американський штат.
- 1846 — мексикансько-американська війна: президент Мексики Маріано Паредес неофіційно оголосив війну Сполученим Штатам.
- 1877 — проголошена повна незалежність Румунії від Османської імперії.
- 1911 — в Лондоні розпочалася Перша Імперська конференція.
- 1927 — У містечку Сейлз (штат Луїзіана) агенти ФБР розстріляли машину, в якій були Бонні Паркер та Клайд Берроу.
- 1938 — убивство Євгена Коновальця агентом НКВС Павлом Судоплатовим.
- 1945 — Друга світова війна: Генріх Гіммлер скоїв самогубство.
- 1949 — у Бонні проголошено створення Федеративної Республіки Німеччина.
- 1951 — тибетці підписали угоду із сімнадцяти пунктів з Китаєм.
- 1953 — впродовж 48 годин в Литовській РСР арештовані та депортовані майже 37 тисяч селян, що не вступили в колгоспи.
- 1984 — головний лікар США оголосив пасивне паління шкідливим для здоров'я.
- 1988 — прощання Мішеля Платіні з великим футболом.
- 1995 — випущено першу версію мови програмування Java.
- 2006 — Сербія визнала результати референдуму про суверенітет Чорногорії.
- 2006 — на Алясці вивергається стратовулкан Маунт-Клівленд.
- 2008 — відкрита 46 станція Київського метрополітену — «Червоний хутір».
- 2015 — щонайменше 30 людей загинули в результаті повеней і торнадо в Техасі, Оклахомі та на півночі Мексики.

## Народились
Дивись також Категорія:Народились 23 травня
- 1053 — Філіпп I, король Франції. Син Генриха I і Анни Київської.
- 1654 — Никодим Тессін Молодший, шведський архітектор, який разом з батьком, архітектором Никодимом Тессіном Старшим, створив скандинавське бароко. Батько політика Карла Ґустава Тессіна.
- 1707 — Карл Лінней, шведський природодослідник, творець системи класифікації рослинного і тваринного світу, перший президент Шведської АН († 1778).
- 1729 — Джузеппе Паріні, італійський поет.
- 1790 — Жуль Дюмон-Дюрвіль, французький мореплавець, океанограф, дослідник південної частини Тихого океану й Антарктики. Розшукав місце загибелі знаменитого мореплавця Жана-Франсуа Гало де Лаперуза.
- 1799 — Томас Гуд, англійський поет, гуморист та сатирик.
- 1823 — Анте Старчевич, хорватський політик, публіцист, письменник. Часто його називають «Батьком Батьківщини Хорватії».
- 1842 — Марія Конопницька, польська письменниця; поетеса, новелістка, літературний критик і публіцистка, авторка творів для дітей і юнацтва.
- 1878 — Олександра Скоропадська, українська аристократка, дружина Гетьмана Української Держави Павла Скоропадського.
- 1891 — Пер Лагерквіст, шведський письменник. Лауреат Нобелівської премії з літератури за 1951 рік.
- 1908 — Джон Бардін, американський фізик, винахідник транзистора. Єдиний у світі науковець, двічі удостоєний Нобелівської премії з фізики: у 1956 році та у 1972 році.
- 1917 — Едвард Лоренц, американський математик і метеоролог, один із творців теорії хаосу.
- 1921 — Григорій Чухрай, український радянський кінорежисер, сценарист.
- 1923 — Алісія де Ларроча, іспанська піаністка.
- 1951 — Антоніс Самарас, грецький політик.
- 1960 — Василь Шуляр, український учений, доктор педагогічних наук.
- 1966 — Еліна Абакарова, українська архітекторка, художниця.
- 1972 — Рубенс Баррікелло, бразильський автогонщик, пілот «Формули-1».
- 1980 — Теофаніс Гекас, грецький футболіст.
- 1982 — Андрій Башко, білоруський хокеїст.
- 1986 — Еліс Міллс, австралійська плавчиня.

## Померли
Дивись також Категорія:Померли 23 травня
- 1173 — Єфросинія Полоцька, полоцька князівна; зачислена до лику святих.
- 1857 — Оґюстен-Луї Коші, французький математик.
- 1906 — Генрик Ібсен, норвезький драматург і поет, засновник європейської «нової драми» («Пер Ґюнт», «Ляльковий дім»).

- 1920 — Георгій Нарбут, український художник-графік, ілюстратор, автор «Української абетки» (1917) та перших українських державних знаків (банкнот і поштових марок).

- 1938 — Євген Коновалець, голова проводу українських націоналістів (з 1927), убитий агентом НКВС Павлом Судоплатовим.
- 1943 — Петро Нілус, український живописець і художній критик; з 1920 в еміграції у Франції.
- 2014 — Олег Ковалишин, український доброволець, учасник Боїв за Карлівку, вікіпедист, відомий як Raider.
- 2015 — Джон Форбс Неш, американський математик, лауреат Нобелівської премії з економіки 1994 року.